# الاندا
الاندا (به سوئدی: Alunda) یک سکونتگاه مسکونی در سوئد است که در Östhammar Municipality واقع شده‌است.

## خصوصیات
الاندا ۲٫۲۸ کیلومترمربع مساحت و ۲٬۳۱۷ نفر جمعیت دارد.